# Марк Антоний Оратор
Вижте пояснителната страница за други личности с името Марк Антоний.
Марк Антоний Оратор (на латински: Marcus Antonius Orator; * 143 пр.н.е.; † 87 пр.н.е.) е римски политик от семейството на Антониите и един от най-известните оратори на своето време. Дядо е на Марк Антоний.
Той започва своята политическа кариера като квестор през 113 пр.н.е. и през 102 пр.н.е. е избран за претор с проконсулски правомощия в провинция Киликия. По време на своя мандат, Антоний се бори с пиратите с такъв успех, че Сенатът гласува морски триумф в негова чест.
През 99 пр.н.е. е избран за консул, заедно с Авъл Постумий Албин и през 97 пр.н.е. е избран за цензор. Той е военачалник в Съюзническата война (90 – 88 пр.н.е.). По време на римските граждански войни между Гай Марий и Луций Корнелий Сула, Антоний поддържа последния. Това му коства живота; Гай Марий и Луций Корнелий Цина го екзекутират след като завземат Рим през 87 пр.н.е.
Марк Антоний Оратор има два сина, Марк Антоний Кретик и Гай Антоний Хибрида и една дъщеря Антония, която е пленена в Италия от пирати. Кретик става баща на генерал и триумвир Марк Антоний.